# Hermetia remittens
Hermetia remittens är en tvåvingeart som beskrevs av Walker 1859. Hermetia remittens ingår i släktet Hermetia och familjen vapenflugor. Inga underarter finns listade i Catalogue of Life.